# 파운드리

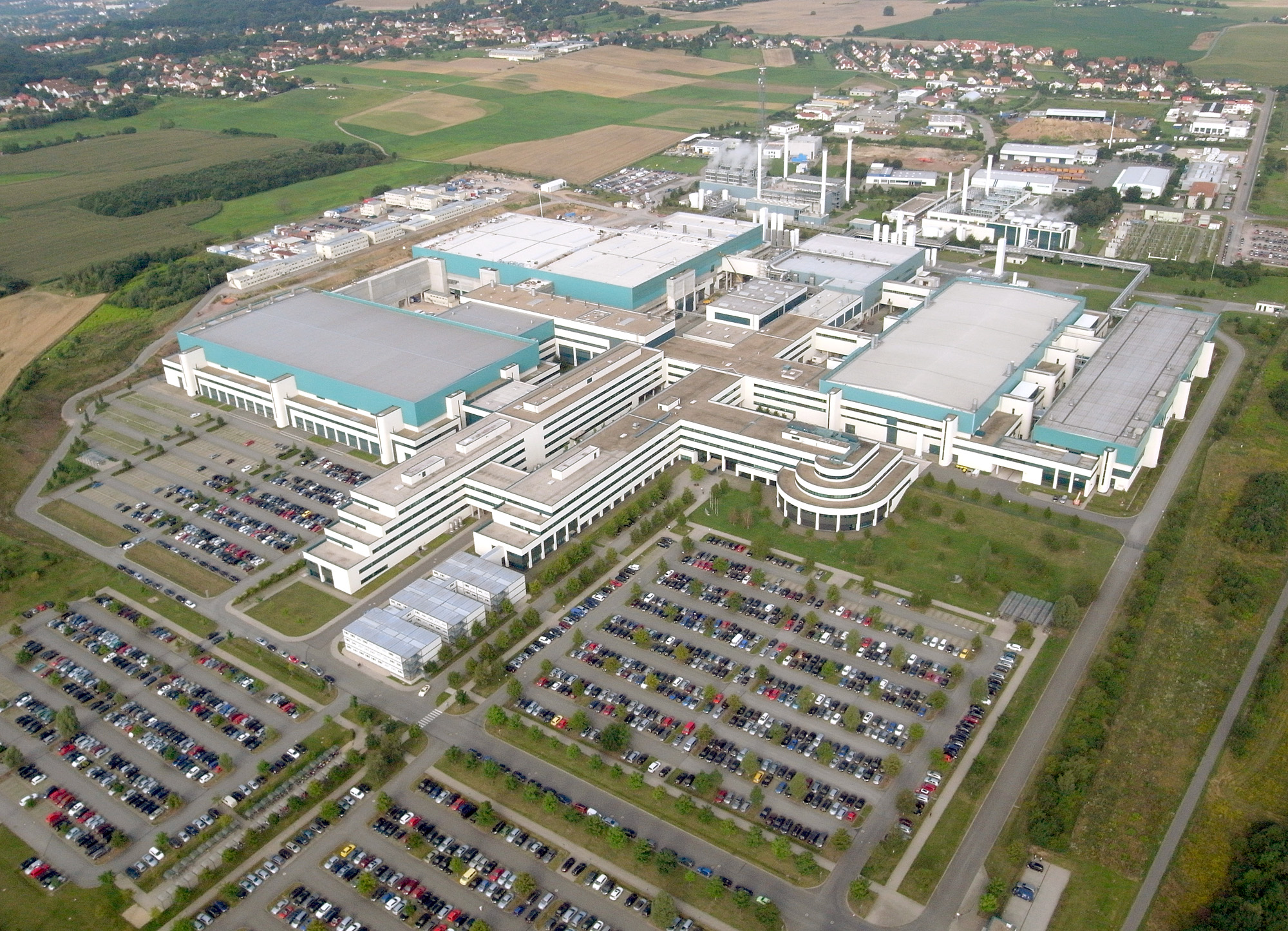
독일 드레스덴의 글로벌파운드리 팹 1.

파운드리(영어: foundry)란 반도체산업에서 외부 업체가 설계한 반도체 제품을 위탁받아 생산·공급하는, 공장을 가진 '반도체 위탁 생산' 업체를 지칭한다. 집적 회로(칩셋) 등의 장치가 제조되는 공장이다. 반대 개념으로, 공장이 없이 파운드리에 위탁생산만을 하는 방식을 팹리스 생산이라고 한다.

## 어원
주형에 쇳물을 부어 금속제품을 찍어 내는 주물 공장, 즉 실제 생산을 담당하는 공장을 지칭하는 것에서부터 유래하였다.

## 같이 보기
- TSMC
- 글로벌파운드리
- 삼성전자
- 하이닉스